# Задорожный, Михаил Игнатьевич
Михаил Игнатьевич Задорожный (1 августа 1920, Порфировка, Херсонская губерния — 28 января 2004, Днепропетровск) — полковник Советской армии, участник Великой Отечественной войны, Герой Советского Союза (1946).

## Биография
Родился 1 августа 1920 года в селе Порфировка (ныне в черте села Боковое Кропивницкого района Кировоградской области Украины).
В 1938 году окончил семь классов школы в Аскании-Нове, после чего работал инспектором райфинотдела.
В августе 1940 года был призван на службу в Рабоче-крестьянскую Красную армию. В сентябре 1941 года он окончил ускоренный курс Краснодарского зенитно-артиллерийского училища, в декабре того же года — курсы переподготовки командиров миномётных батарей. С апреля 1942 года — на фронтах Великой Отечественной войны. Участвовал в боях в Орловской области, Воронежско-Касторненской операции, Курской битве, битве за Днепр, освобождении Белорусской ССР и Польши. 4 июля 1944 года получил ранение. К апрелю 1945 года капитан Михаил Задорожный командовал дивизионом 139-го миномётного полка 1-й миномётной бригады 5-й артиллерийской дивизии прорыва 4-го артиллерийского корпуса прорыва 3-й ударной армии 1-го Белорусского фронта. Отличился во время Берлинской операции.
16 апреля 1945 года на подступах к немецкой столице, когда под вражеским огнём залегла пехота, Задорожный, несмотря на контузию, организовал уничтожение артиллерийского орудия и двух пулемётов противника, благодаря чему стрелковые части смогли продвинуться вперёд. 21 апреля в боях за пригород Берлина Рейниккендорф дивизион Задорожного уничтожил 3 пулемёта, 4 противотанковых орудия, рассеял группу пехоты с противотанковым вооружением. 23 апреля вместе с группой разведчиков выбил немецкие войска из самого высокого здания в пригороде Берлина Панков и водрузил красное знамя на его крыше.
Указом Президиума Верховного Совета СССР от 15 мая 1946 года за «мужество, отвагу и героизм, проявленные в борьбе с немецкими захватчиками» капитан Михаил Задорожный был удостоен высокого звания Героя Советского Союза с вручением ордена Ленина и медали «Золотая Звезда» за номером 6797.
После окончания войны продолжил службу в Советской армии. В 1949 году он окончил Высшую офицерскую артиллерийскую школу в Ленинграде. В 1972 году в звании полковника был уволен в запас. Проживал в Днепропетровске, работал начальником отдела кадров объединения «Вторчермет».
Умер 28 января 2004 года в Днепропетровске, где и похоронен на Левобережном кладбище.

## Награды
Был награждён двумя орденами Ленина, орденом Красного Знамени, двумя орденами Отечественной войны 1-й степени, двумя орденами Красной Звезды, рядом медалей.